# 天徳 (日本)
天徳（、旧字体：天德）は、日本の元号の一つ。天暦の後、応和の前。957年から961年までの期間を指す。この時代の天皇は村上天皇。

## 改元
- 天暦11年10月27日（ユリウス暦957年11月21日）：改元。
- 天徳5年2月16日（ユリウス暦961年3月5日）：応和に改元。

## 天徳期に起きた出来事
元年
- この年、夏に飢饉により米価が高騰し、常平所を置く。

2年
- 3月25日：乾元大宝鋳造。

4年
- 3月30日夜：天徳内裏歌合が行われる。
- 9月23日夜：平安京遷都以来、初めて内裏が全焼。

## 西暦との対照表
※は小の月を示す。
| 天徳元年（丁巳） | 一月     | 二月※ | 三月 | 四月※   | 五月※ | 六月  | 七月※ | 八月※   | 九月  | 十月※ | 十一月  | 十二月  |          |
| ---------------- | -------- | ----- | ---- | ------- | ----- | ----- | ----- | ------- | ----- | ----- | ------- | ------- | -------- |
| ユリウス暦       | 957/2/3  | 3/5   | 4/3  | 5/3     | 6/1   | 6/30  | 7/30  | 8/28    | 9/26  | 10/26 | 11/24   | 12/24   |          |
| 天徳二年（戊午） | 一月     | 二月※ | 三月 | 四月※   | 五月  | 六月※ | 七月  | 閏七月※ | 八月※ | 九月  | 十月※   | 十一月  | 十二月   |
| ユリウス暦       | 958/1/23 | 2/22  | 3/23 | 4/22    | 5/21  | 6/20  | 7/19  | 8/18    | 9/16  | 10/15 | 11/14   | 12/13   | 959/1/12 |
| 天徳三年（己未） | 一月※    | 二月  | 三月 | 四月※   | 五月  | 六月※ | 七月  | 八月※   | 九月  | 十月※ | 十一月※ | 十二月  |          |
| ユリウス暦       | 959/2/11 | 3/12  | 4/11 | 5/11    | 6/9   | 7/9   | 8/7   | 9/6     | 10/5  | 11/4  | 12/3    | 960/1/1 |          |
| 天徳四年（庚申） | 一月     | 二月※ | 三月 | 四月※   | 五月  | 六月  | 七月※ | 八月    | 九月※ | 十月  | 十一月※ | 十二月  |          |
| ユリウス暦       | 960/1/31 | 3/1   | 3/30 | 4/29    | 5/28  | 6/27  | 7/27  | 8/25    | 9/24  | 10/23 | 11/22   | 12/21   |          |
| 天徳五年（辛酉） | 一月※    | 二月※ | 三月 | 閏三月※ | 四月  | 五月  | 六月※ | 七月    | 八月  | 九月※ | 十月    | 十一月※ | 十二月   |
| ユリウス暦       | 961/1/20 | 2/18  | 3/19 | 4/18    | 5/17  | 6/16  | 7/16  | 8/14    | 9/13  | 10/13 | 11/11   | 12/11   | 962/1/9  |